# Гуркин, Владимир Павлович
Влади́мир Па́влович Гу́ркин (13 сентября 1951, Васильево, ныне в черте города Перми — 21 июня 2010, Иркутск) — российский актёр, драматург, сценарист, режиссёр, член Союза писателей России. Почётный гражданин города Черемхово.

## Биография
Владимир Гуркин родился 13 сентября 1951 года в деревне Васильево Верхне-Городковского района Молотовской области, ныне Пермского края, в семье санитарки и рабочего. По его воспоминанием, назвали его в честь Ленина. Воспитывал его отчим — Павел Гуркин, с которым мать познакомилась в Хабаровске благодаря маленькому Володе: мальчик подружился с солдатом и привёл его домой, сказав: «Пусть дядя Паша с нами живёт». Позже Павел усыновил Владимира и стал ему настоящим отцом. В 1958 году, когда Владимиру было 7 лет, семья переехала в город Черемхово Иркутской области, где жил брат отчима.
Учился на актёрском отделении Иркутского театрального училища, которое закончил в 1971 году. Работал актёром в Иркутском ТЮЗе, прошёл службу в Советской армии, затем вновь работал в иркутском ТЮЗе, позже (1976—1983) — в Омском драматическом театре, Амурском областном театре драмы (г. Благовещенск). После опубликования и постановки пьесы «Любовь и голуби»
, в том числе киноверсии в 1984 году режиссёра В. Меньшова — в театре «Современник». С 1993 — МХАТ им. Чехова.
В конце весны 2010 года, уже зная о раке лёгкого, драматург вернулся на родину — в Черемхово. За неделю до смерти почувствовал себя плохо, исповедовался и причастился. Друзья перевезли его в Иркутск в областной онкологический диспансер, где Владимир Павлович скончался от рака лёгкого 21 июня 2010 года. Был похоронен 24 июня 2010 года на черемховском городском кладбище (по собственному завещанию) рядом с могилой отца.

## Экранизации
- 1984 — «Любовь и голуби»
- 1988 — «Неизвестная» (киносценарий по мотивам рассказа В. Сидоренко «Марька»)
- 1994 — «Хоровод»
- 1995 — «Роковые яйца» (по одноимённой повести М. А. Булгакова)
- 1999 — «Кадриль»
- 2009 — «Люди добрые» (по пьесе «Саня, Ваня, с ними Римас»)

## Пьесы, сценарии
- «Золотой человек»
- «Любовь и голуби»
- «Кадриль»
- «Плач в пригоршню»
- «Риск» (по мотивам романа О. Куваева «Территория»)
- «Хоровод» киносценарий
- «Неизвестная» киносценарий (по мотивам рассказа В. Сидоренко «Марька»)
- «Роковые яйца» киносценарий
- «Зажигаю днём свечу»/«Андрюша» (про Александра Вампилова)
- «Шёл медведь по лесу…»
- «Музыканты»
- «Саня, Ваня, с ними Римас»

## Актёрские работы

### Омский драматический театр
1976. Милиционер — «Прощание в июне», А. Вампилов (реж. Л. Шалов)
1976. Лицо от театра — «Беседы при ясной луне», В. Шукшин (реж. Н. Мокин)
1977. Цыплёнок — «Царствие земное», Т. Уильямс (реж. Я. Киржнер)
1977. Фарятьев — «Фантазии Фарятьева», А. Соколова (реж. А. Хайкин)
1977. Лицо от автора — «Последний срок», В. Распутин (реж. В. Симоновский)
1978. Граф Карло Гоцци — «Царская охота», Л. Зорин (реж. А. Хайкин)
1978. Дон Мартин, сын дона Андреса - «Дон Хиль Зеленые Штаны», Тирсо де Молина
1978. Вальтер фон Шлиттенберг — «Третье поколение», Н. Мирошниченко
1979. Петрович — «Соленая Падь», С. Залыгин (реж. А. Хайкин, В. Иванов)
1980. Андрей Долин — «Зажигаю днем свечу…Андрюша. Его история в трех частях», В. Гуркин (реж. А. Хайкин)
1980. Салтыков — «Царь Борис», А. К. Толстой (реж. А. Хайкин)
1981. Горбяков — «Сибирь» («Завещание»), по роману Г. Маркова (реж. А. Созонтов)
1981. Дергачёв — «Комната», Э. Брагинский (реж. Г. Тростянецкий)
1981. Леонид — «Ретро», А. Галин (реж. А. Хайкин)
1981. Галактион Мтаврадзе — «Закон вечности» Н. Думбадзе (реж. Г. Тростянецкий)
1982. Король Анри Тридцатый — «Бонжур, мсье Перро!», Н. Слепакова
1982. Герцог Корнуэльский — «Король Лир», У. Шекспир (реж. Г. Тростянецкий)
1982. Мосальский — «Нашествие», Л. Леонов (реж. А. Хайкин)
1983. Джордж — «Не боюсь Вирджинии Вульф», Э. Олби (реж. А. Вилькин)

## Фильмография
- 1987 — «Большевики» (телеспектакль) — Покровский
- 1994 — «Хоровод» — майор Гориславец
- 1995 — «Роковые яйца» — мужик с топором
- 1996 — «Мужчина для молодой женщины» — эпизод
- 1998 — «Чехов и К°» (серия «Неосторожность») — фармацевт
- 2003 — «Сыщики 2» (серия «Огонь Небесный») — Песочников
- 2005 — «МУР есть МУР 2» (сериал) — Роберт Иванович Воронов

## Память
- В 2010 году в Иркутске Государственной телерадиокомпанией «Иркутск» при поддержке Министерства культуры и архивов Иркутской области, а также библиотеки им. Молчанова-Сибирского в рамках проекта «Как слово наше отзовётся...» снят телевизионный фильм, посвящённый Владимиру Гуркину (автор и ведущий — Владимир Скиф, режиссёр — Мария Аристова)[6].
- В 2011 году в Черемхово (Иркутская область) был установлен памятник героям фильма «Любовь и голуби», снятого по сценарию Владимира Гуркина (скульптор — Карим Мухамадеев)[7].
- В 2011 году имя Владимира Гуркина присвоено Черемховскому драматическому театру[8].
- В 2012 году в Черемхово (Иркутская область) был установлен памятник Владимиру Гуркину[9].
- В 2015 году в Черемхово именем Владимира Гуркина был назван бульвар[10][11][12].